# Bavington Hall

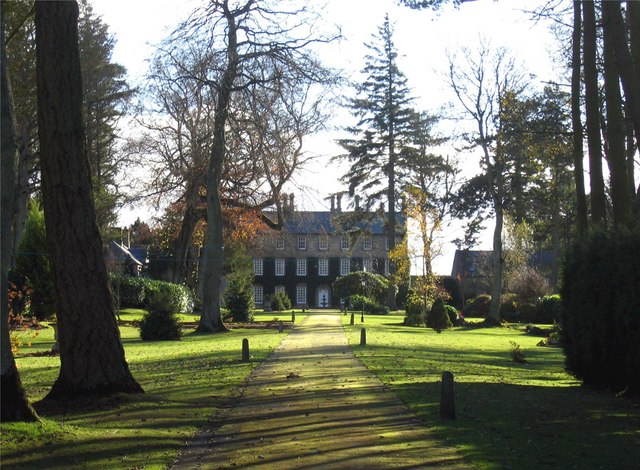
Bavington Hall

Bavington Hall ist ein Landhaus im Dorf Little Bavington in Northumberland. Das Haus aus dem 17. Jahrhundert ist in privater Hand und English Heritage hat es als historisches Bauwerk II*. Grades gelistet.
Ein Wohnturm namens Little Bavington Tower ist an dieser Stelle für das Jahr 1415 dokumentiert, aber dieser wurde Ende des 17. Jahrhunderts im Auftrag der Familie Shafto durch ein Landhaus ersetzt.
Die Familie Shafto kam in Besitz des Anwesens, als William Shafto die Bavington-Erbin im 15. Jahrhundert heiratete. Im Jahre 1716 wurden William Shafto und sein Sohn John einer aktiven Rolle im ersten Jakobitenaufstand 1715 beschuldigt. Das Anwesen in Bavington wurde ihnen aberkannt und von der Krone an Admiral George Delaval verkauft. Delaval gab allerdings mit seinem Tod das Anwesen an die Familie Shafto zurück, da er es an seinen Schwager, George Delaval Shafto, 1739 High Sheriff of Northumberland und 1757–1774 Parlamentsabgeordneter für Northumberland, vermachte.
Wesentliche Veränderungen und Verbesserungen wurden an dem dreistöckigen Haus mit sieben Jochen in den Jahren 1720, 1851 und 1920 durchgeführt.
Die Familie Shafto verkaufte das Anwesen 1994. Die heutigen Besitzer bieten Ferienwohnungen in Bauernhöfen auf dem Grundstück an. Auf dem Anwesen findet man auch eine Grotte, Statuen und andere Details, die als historische Bauwerke II. Grades gelistet sind.